# Hexaplex princeps
Conocido comúnmente como caracol chino3 (Hexaplex princeps), antes con el nombre científico de Muricanthus princeps, es una especie de gasterópodo marino perteneciente a la familia Muricidae1. Como otras especies de murícidos, esta especie de gasterópodo es carnívora. Habita en fondos arenosos, donde suele enterrarse justo por debajo de la superficie2.

## Clasificación y descripción
Concha de forma bicónica, con 5-8 varices. Concha con una escultura externa bien desarrollada, de color blanquecino con las costillas y las espinas teñidas de marrón. Tamaño mediano de hasta 125 mm de largo2.

## Distribución
La especie Hexaplex princeps se distribuye desde la parte sur del Golfo de California, en México hasta Perú2.

## Ambiente
vive en el mar en zonas someras (poco profundas) rocosas2.

## Estado de Conservación
Hasta el momento en México no se encuentra en ninguna categoría de protección, ni en la Lista Roja de la IUCN (International Union for Conservation of Nature) ni en CITES (Convención sobre el Comercio Internacional de Especies Amenazadas de Fauna y Flora Silvestres).